# 26435 Juliebrisset
26435 Juliebrisset este o planetă minoră (asteroid), cu un diametru de 4,744 km, din centura de asteroizi. A fost descoperită pe 13 decembrie 1999 la Stația Anderson Mesa de Lowell Observatory Near-Earth-Object Search și a fost numită după Julie Brisset⁠(d). 
Obiectul prezintă o orbită caracterizată de o semiaxă mare de 2,2961374 UAi, o excentricitate de 0,15, o înclinație de 4,24865 ° în raport cu ecliptica.